# Llista de celtes històrics de l'edat antiga
Aquesta llista de celtes històrics de l'edat antiga inclou els principals personatges històrics celtes que varen ser recollits als textos clàssics pels autors grecs i llatins de l'edat antiga. La llista, no exhaustiva, inclou el nom, sovint llatinitzat, amb què el personatge va passar a la història, així com la seva versió catalana en cas d'haver-se'n trobat alguna de documentada (per exemple, Indutiomarus apareix amb el nom d'Induciòmar als textos catalans). S'indica també el grup ètnic del personatge i la principal font o context històric en què apareix esmentat.

## Llista
| Lletra | Nom clàssic              | Versió catalana         | Grup             | Tribu/Subgrup  | Context/Font                  |
| ------ | ------------------------ | ----------------------- | ---------------- | -------------- | ----------------------------- |
| A      | Acco                     | Acó                     | Gals             | Sènons         | De bello Gallico              |
| A      | Acichorius               | Acicòrius               | Gals             | ?              | Invasió celta dels Balcans    |
| A      | Addedomarus              | -                       | Britans          | Trinovants     | Numismàtica                   |
| A      | Adiatorix                | -                       | Gàlates          | ?              | Ciceró                        |
| A      | Adiatuanus               | Adiatuà                 | Gals             | Sotiates?      | De bello Gallico              |
| A      | Adminius                 | -                       | Britans          | Catuvel·launs  | Suetoni                       |
| A      | Adobogiona               | -                       | Gàlates          | ?              | Reis de Galàcia               |
| A      | Adobogiona               | Adobogiona la Jove      | Gàlates          | ?              | Reis de Galàcia               |
| A      | Adobogiona               | Adobogiona la Vella     | Gàlates          | ?              | Reis de Galàcia               |
| A      | Aegus                    | -                       | Gals             | Al·lòbroges    | De bello Gallico              |
| A      | Aelianus                 | Elianus                 | Gals             | ?              | Revolta dels Bagaudes         |
| A      | Alorcus                  | -                       | Hispanoceltes?   | ?              | Guerres Púniques              |
| A      | Ambicatus                | -                       | Gals             | Bitúriges      | Titus Livi                    |
| A      | Ambiorix                 | Ambiòrix                | Belgae (Germani) | Eburons        | De bello Gallico              |
| A      | Ambo                     | Ambó                    | Celtibers        | Arevacs        | Guerres celtiberes            |
| A      | Amyntas                  | Amintes de Galàcia      | Gàlates          | Trocmis        | Estrabó                       |
| A      | Amyntas                  | Amintes dels Tectosages | Gàlates          | Tectosages     | Reis de Galàcia               |
| A      | Andocumborios            | Andocumbori             | Belgae (Gals)    | Rems           | De bello Gallico              |
| A      | Aneroëstes               | -                       | Gals             | Gesats         | Guerra romano-gal·la          |
| A      | Antedios                 | -                       | Britans          | Icens          | Conquesta romana de Britànnia |
| A      | Apaturius                | -                       | Gals             | ?              | Nicànor                       |
| A      | Audax                    | -                       | Lusitans         | ?              | Guerra lusitana               |
| A      | Autaritus                | Autàrit                 | Gals             | Mercenari      | Guerra dels Mercenaris        |
| A      | Avaros                   | -                       | Celtibers        | Arevacs        | Guerres celtiberes            |
| B      | Balanus                  | -                       | Gals             | ?              | Titus Livi                    |
| B      | Bathanatos               | Batanaci                | Celtes           | Escordiscs     | Invasió celta dels Balcans    |
| B      | Bellovesus               | -                       | Gals             | ?              | Titus Livi                    |
| B      | Biatec                   | -                       | Celtes           | Bois           | Numismàtica                   |
| B      | Bituitus                 | -                       | Gals             | Arverns        | Titus Livi                    |
| B      | Blesamius                | Blesami                 | Gàlates          | ?              | Ciceró                        |
| B      | Boduocos                 | -                       | Britans          | Dobunnes       | Numismàtica                   |
| B      | Boduognatus              | -                       | Belgae (Gals)    | Nervis         | De bello Gallico              |
| B      | Boiorix                  | Boiorix (boi)           | Gals             | Bois           | Guerra romano-gal·la          |
| B      | Boiorix                  | Boiorix (cimbre)        | Cimbres          | -              | Guerra címbria                |
| B      | Bolgios                  | -                       | Gals             | ?              | Invasió celta dels Balcans    |
| B      | Boudica                  | Boudica                 | Britans          | Icens          | Conquesta romana de Britànnia |
| B      | Brancus                  | -                       | Gals             | Al·lòbroges    | Guerres Púniques              |
| B      | Brennus                  | Brennus (s. III aC)     | Gals             | ?              | Invasió celta dels Balcans    |
| B      | Brennus                  | Brennus (s. IV aC)      | Gals             | Sènons         | Guerra romano-gal·la          |
| B      | Britomaris               | -                       | Gals             | Sènons         | Guerra romano-gal·la          |
| B      | Brogitarus               | -                       | Gàlates          | ?              | Ciceró                        |
| C      | Caburus                  | -                       | Gals             | Helvis         | De bello Gallico              |
| C      | Caesorix                 | -                       | Cimbres          | -              | Guerra címbria                |
| C      | Calenus                  | Calè                    | Gals             | Hedus          | Ciceró                        |
| C      | Calgacus                 | Calgaco                 | Britans          | Pictes         | Conquesta romana de Britànnia |
| C      | Calventius               | Calventi                | Gals             | Ínsubres       | Ciceró                        |
| C      | Cambaules                | -                       | Gals             | ?              | Invasió celta dels Balcans    |
| C      | Camma                    | -                       | Gàlates          | ?              | Plutarc                       |
| C      | Camulogenus              | Camulogen               | Gals             | Aulercs        | De bello Gallico              |
| C      | Caratacus                | Caratac                 | Britans          | Catuvel·launs  | Conquesta romana de Britànnia |
| C      | Caro                     | -                       | Celtibers        | Bel·les        | Guerres celtiberes            |
| C      | Carsignatus              | -                       | Gàlates          | ?              | Reis de Galàcia               |
| C      | Cartimandua              | -                       | Britans          | Brigants       | Conquesta romana de Britànnia |
| C      | Cartivellaunos           | -                       | Britans          | Coritans       | Conquesta romana de Britànnia |
| C      | Carvilius                | Carvili                 | Britans          | ?              | De bello Gallico              |
| C      | Cassivellaunus           | Cassivelaune            | Britans          | Catuvel·launs  | De bello Gallico              |
| C      | Casticus                 | Càstic                  | Gals             | Sèquans        | De bello Gallico              |
| C      | Castor                   | Càstor de Galàcia       | Gàlates          | ?              | Reis de Galàcia               |
| C      | Castus                   | -                       | Gals             | Gladiador      | Tercera Guerra Servil         |
| C      | Catamantaloedes          | Catamantaledis          | Gals             | Sèquans        | De bello Gallico              |
| C      | Catius                   | -                       | Gals             | Ínsubres       | Ciceró                        |
| C      | Catugnatos               | -                       | Gals             | Al·lòbroges    | Ciceró                        |
| C      | Catuvolcus               | Catuvolc                | Belgae (Germani) | Eburons        | De bello Gallico              |
| C      | Caucenus                 | Caucè                   | Lusitans         | ?              | Guerra lusitana               |
| C      | Cavarillus               | Cavaril·lus             | Gals             | Hedus          | De bello Gallico              |
| C      | Cavarinus                | Cavarí                  | Gals             | Sènons         | De bello Gallico              |
| C      | Cavarus                  | -                       | Gals             | ?              | Invasió celta dels Balcans    |
| C      | Celtillus                | Celtil·le               | Gals             | Arverns        | De bello Gallico              |
| C      | Cerethrius               | -                       | Gals             | ?              | Invasió celta dels Balcans    |
| C      | Chiomara                 | Quiomara                | Gàlates          | ?              | Reis de Galàcia               |
| C      | Cingetorix               | Cingetòrix (trèver)     | Gals             | Trèvers        | De bello Gallico              |
| C      | Cingetorix               | Cingetòrix (brità)      | Britans          | ?              | De bello Gallico              |
| C      | Cogidubnus               | -                       | Britans          | Regnenses      | Tàcit                         |
| C      | Combolomaros             | -                       | Gàlates          | Tolistobogis   | Titus Livi                    |
| C      | Commius                  | Commi                   | Belgae (Gals)    | Atrèbats       | De bello Gallico              |
| C      | Comontorius              | -                       | Gals             | ?              | Invasió celta dels Balcans    |
| C      | Concolitanus             | Concolità               | Gals             | Gesats         | Guerra romano-gal·la          |
| C      | Conconnetodumnos         | Conconetodumne          | Gals             | Carnuts        | De bello Gallico              |
| C      | Convictolitavis          | -                       | Gals             | Hedus          | De bello Gallico              |
| C      | Corios                   | -                       | Britans          | Dobunnes       | Numismàtica                   |
| C      | Corocotta                | -                       | Càntabres        | ?              | Guerres càntabres             |
| C      | Corolamos                | -                       | Gals             | Bois           | Titus Livi                    |
| C      | Correus                  | Còrreus                 | Belgae (Gals)    | Bel·lòvacs     | De bello Gallico              |
| C      | Cottius                  | Cotti                   | Celto-Lígurs     | ?              | Estrabó                       |
| C      | Cotuatus                 | Cotuat                  | Gals             | Carnuts        | De bello Gallico              |
| C      | Cotus                    | -                       | Gals             | Hedus          | De bello Gallico              |
| C      | Critasirus               | -                       | Gals             | Bois           | Estrabó                       |
| C      | Critognatus              | Critognat               | Gals             | Arverns        | De bello Gallico              |
| C      | Crixus                   | Crix                    | Gals             | Gladiador      | Tercera Guerra Servil         |
| C      | Cunobelinus              | Cunobelí                | Britans          | Catuvel·launs? | Suetoni                       |
| D      | Deiotarus I              | -                       | Gàlates          | ?              | Reis de Galàcia               |
| D      | Deiotarus II             | -                       | Gàlates          | ?              | Reis de Galàcia               |
| D      | Ditalcus                 | -                       | Lusitans         | ?              | Guerra lusitana               |
| D      | Diviciacus               | Diviciac (hedu)         | Gals             | Hedus          | De bello Gallico              |
| D      | Diviciacus               | Diviciac (suessió)      | Belgae (Britans) | Suessions      | De bello Gallico              |
| D      | Divico                   | Divicó                  | Gals             | Helvecis       | De bello Gallico              |
| D      | Donnus                   | -                       | Celto-Lígurs     | ?              | Estrabó                       |
| D      | Dorulacos                | -                       | Gals             | Bois           | Titus Livi                    |
| D      | Drappes                  | Drapes                  | Gals             | Sènons         | De bello Gallico              |
| D      | Dubnovellaunus           | -                       | Britans          | Coritans       | Res Gestae Divi Augusti       |
| D      | Ducarius                 | -                       | Gals             | Ínsubres       | Titus Livi                    |
| D      | Dumnacus                 | Dumnac                  | Gals             | Andecaus       | De bello Gallico              |
| D      | Dumnocoveros             | -                       | Britans          | Coritans       | Conquesta romana de Britànnia |
| D      | Dumnorix                 | Dumnòrix                | Gals             | Hedus          | De bello Gallico              |
| D      | Dyteutus                 | -                       | Gàlates          | ?              | Apià                          |
| E      | Epasnactus               | Epasnacte               | Gals             | Arverns        | De bello Gallico              |
| E      | Epaticcus                | -                       | Britans          | Catuvel·launs  | Numismàtica                   |
| E      | Eporedorix               | Eporedòrix              | Gals             | Hedus          | De bello Gallico              |
| E      | Eppillus                 | -                       | Belgae (Britans) | Atrèbats       | De bello Gallico              |
| E      | Epponina                 | Eponina                 | Gals             | Língons        | Revolta dels Bataus           |
| E      | Etitovios                | -                       | Gals             | Cenòmans       | Titus Livi                    |
| G      | Gaius Valerius Procillus | Gai Valeri Procil·le    | Gals             | Helvis         | De bello Gallico              |
| G      | Galba                    | -                       | Gals             | Suessions      | De bello Gallico              |
| G      | Gannicus                 | -                       | Gals             | Gladiador      | Tercera Guerra Servil         |
| G      | Gaudotos                 | -                       | Gàlates          | Tolistobogis   | Reis de Galàcia               |
| G      | Gausón                   | -                       | Àsturs           | ?              | Guerres càntabres             |
| G      | Gnaeus Pompeius Trogus   | Troge Pompeu            | Gals             | Voconcis       | Justí                         |
| G      | Gobannitio               | Gobannició              | Gals             | Arverns        | De bello Gallico              |
| H      | Hieras                   | Hieres                  | Gàlates          | ?              | Ciceró                        |
| H      | Hilernus                 | -                       | Hispanoceltes    | Carpetans      | Conquesta romana d'Hispània   |
| I      | Iccius                   | Icci                    | Belgae (Gals)    | Rems           | De bello Gallico              |
| I      | Imanuentius              | -                       | Britans          | Trinovants     | De bello Gallico              |
| I      | Indutiomarus             | Induciòmar (al·lòbroge) | Gals             | Al·lòbroges    | Ciceró                        |
| I      | Indutiomarus             | Induciòmar (trèver)     | Gals             | Trèvers        | De bello Gallico              |
| J      | Julia Pacata             | -                       | Gals             | Trèvers        | Tàcit                         |
| J      | Julius Florus            | -                       | Gals             | Trèvers        | Tàcit                         |
| J      | Julius Indus             | Juli Indus              | Gals             | Trèvers        | Tàcit                         |
| J      | Julius Sabinus           | Juli Sabí               | Gals             | Língons        | Revolta dels Bataus           |
| J      | Julius Sacrovir          | Juli Sacrovir           | Gals             | Hedus          | Tàcit                         |
| L      | Laro                     | -                       | Càntabres        | ?              | Guerres càntabres             |
| L      | Leonnorius               | -                       | Gals             | ?              | Invasió celta dels Balcans    |
| L      | Leuco                    | Leucó                   | Celtibers        | Arevacs        | Guerres celtiberes            |
| L      | Liscus                   | -                       | Gals             | Hedus          | De bello Gallico              |
| L      | Litaviccus               | Litavic                 | Gals             | Hedus          | De bello Gallico              |
| L      | Litenno                  | Litennó                 | Celtibers        | Arevacs        | Guerres celtiberes            |
| L      | Locusta                  | -                       | Gals             | Fetillera      | Tàcit                         |
| L      | Lucterius                | Lucteri                 | Gals             | Cadurcs        | De bello Gallico              |
| L      | Luern                    | -                       | Gals             | Arverns        | Posidoni                      |
| L      | Lugius                   | -                       | Cimbres          | -              | Guerra címbria                |
| L      | Lugotorix                | Lugotòrix               | Britans          | ?              | De bello Gallico              |
| M      | Mandubracius             | Mandubraci              | Britans          | Trinovants     | De bello Gallico              |
| M      | Megara                   | -                       | Celtibers        | Arevacs        | Guerres celtiberes            |
| M      | Mericus                  | Mèric                   | Hispanoceltes    | Mercenari      | Titus Livi                    |
| M      | Minurus                  | -                       | Lusitans         | ?              | Guerra lusitana               |
| M      | Molistomos               | -                       | Gals             | ?              | Invasió celta dels Balcans    |
| M      | Moritasgus               | -                       | Gals             | Sènons         | De bello Gallico              |
| N      | Nammeios                 | -                       | Gals             | Helvecis       | De bello Gallico              |
| N      | Nicer Clutosi            | Nicer, fill de Clutoso  | Galaics          | ?              | Epigrafia                     |
| O      | Oenomaus                 | Enòmau                  | Gals             | Gladiador      | Tercera Guerra Servil         |
| O      | Ollovico                 | Ol·lovicó               | Gals             | Niciòbroges    | De bello Gallico              |
| O      | Olyndicus                | Olíndic                 | Celtibers        | ?              | Guerres celtiberes            |
| O      | Onomaris                 | -                       | Gàlates          | ?              | Tractatus De Mulieribus       |
| O      | Orgetorix                | Orgetòrix               | Gals             | Helvecis       | De bello Gallico              |
| O      | Ortiagon                 | Ortiagó                 | Gàlates          | ?              | Reis de Galàcia               |
| P      | Palladius                | Pal·ladi d'Helenòpolis  | Gàlates          | ?              | Historia Lausiaca             |
| P      | Prasutagus               | Prasútag                | Britans          | Icens          | Conquesta romana de Britànnia |
| P      | Punicus                  | Púnic                   | Lusitans         | ?              | Guerra lusitana               |
| R      | Rectugenos               | Rectògenes              | Celtibers        | Arevacs        | Guerres celtiberes            |
| R      | Riothamus                | -                       | Britans          | ?              | Jordanes                      |
| R      | Roscillus                | Ròscil                  | Gals             | Al·lòbroges    | De bello Gallico              |
| S      | Sedullus                 | Sedul·le                | Gals             | Lemovices      | De bello Gallico              |
| S      | Segovax                  | Sègovax                 | Britans          | ?              | De bello Gallico              |
| S      | Segovesus                | -                       | Gals             | Bitúriges      | Titus Livi                    |
| S      | Sinatus                  | -                       | Gàlates          | ?              | Plutarc                       |
| S      | Sinorix                  | Sinòrix                 | Gàlates          | ?              | Plutarc                       |
| S      | Surus                    | -                       | Gals             | Hedus          | De bello Gallico              |
| T      | Tagus                    | -                       | Hispanoceltes    | Òlcades?       | Guerres Púniques              |
| T      | Tarcondarius Castor      | Tarcondari Càstor       | Gàlates          | ?              | Reis de Galàcia               |
| T      | Tasciovanus              | -                       | Britans          | Catuvel·launs  | Numismàtica                   |
| T      | Tasgetius                | Tasgeci                 | Gals             | Carnuts        | De bello Gallico              |
| T      | Tautalus                 | Tàutal                  | Lusitans         | ?              | Guerra lusitana               |
| T      | Taximagulus              | Taximàgul               | Britans          | ?              | De bello Gallico              |
| T      | Teutobod                 | -                       | Celtes           | Teutons        | Guerra címbria                |
| T      | Teutomalius              | Teutomali               | Gals             | Sal·luvis      | Titus Livi                    |
| T      | Teutomatus               | Teutòmat                | Gals             | Niciòbroges    | De bello Gallico              |
| T      | Thurrus                  | -                       | Hispanoceltes    | Carpetans      | Guerres celtiberes            |
| T      | Tincomarus               | -                       | Belgae (Britans) | Atrèbats       | Res Gestae Divi Augusti       |
| T      | Togodumnus               | -                       | Britans          | Catuvel·launs  | Cassi Dió                     |
| V      | Valetiacus               | Valeciac                | Gals             | Hedus          | De bello Gallico              |
| V      | Vellocatus               | Vel·locatus             | Britans          | Brigants       | Conquesta romana de Britànnia |
| V      | Venutius                 | Venuci                  | Britans          | Brigants       | Conquesta romana de Britànnia |
| V      | Vercassivellaunos        | Vercassivel·laune       | Gals             | Arverns        | De bello Gallico              |
| V      | Vercingetorix            | Vercingetòrix           | Gals             | Arverns        | De bello Gallico              |
| V      | Verica                   | -                       | Belgae (Britans) | Atrèbats       | Cassi Dió                     |
| V      | Vertico                  | Verticó                 | Belgae (Gals)    | Nervis         | De bello Gallico              |
| V      | Vertiscus                | Vertisc                 | Belgae (Gals)    | Rems           | De bello Gallico              |
| V      | Verucloetius             | Verucleci               | Gals             | Helvecis       | De bello Gallico              |
| V      | Viriatus                 | Viriat                  | Lusitans         | ?              | Guerra lusitana               |
| V      | Viridomarus              | Viridomar (gesat)       | Gals             | Gesats         | Guerra romano-gal·la          |
| V      | Viridomarus              | Viridomar (hedu)        | Gals             | Hedus          | De bello Gallico              |
| V      | Viridovix                | Viridòvix               | Gals             | Unel·les       | De bello Gallico              |
| V      | Voccio                   | Voció                   | Celtes           | Nòrics         | De bello Gallico              |
| V      | Vodenos                  | -                       | Britans          | Cantiaci       | Numismàtica                   |
| V      | Volisios                 | -                       | Britans          | Coritans       | Numismàtica                   |